# Как Уотсън се учи на трикове
„Как Уотсън се учи на трикове“ (на английски: How Watson Learned the Trick) е малък „неканонически“ весел разказ на писателя Артър Конан Дойл за известния детектив Шерлок Холмс. Разказът е написан през 1922 г. и е публикуван през 1924 година в книжката-сувенир "The Book of the Queen's Dolls' House Library" (с размери 3,75 cm х 3,15 cm), и във вестник „Ню Йорк Таймс“.

## Сюжет
Внимание:  Текстът по-долу разкрива сюжета на произведението (или части от него)!
Един ден Уотсън казва на Холмс, че смята неговия дедуктивен метод за доста елементарен и че той може лесно да го научи. Холмс моли Уотсън да демонстрира своите умения и Уотсън, основавайки се на своите наблюдения, прави серия от напълно логични заключения.
Например, сутринта той е видял как Холмс одобрително се е подсмихнал докато е преглеждал страницата от вестника посветена на финансите. Следователно, по логиката на Уотсън, Холмс е започнал да участва в борсовите спекулации.
Холмс обаче с усмивка обяснява на Уотсън, че всичките негови „логически“ изводи са погрешни. Действията му се дължат на други причини и мотиви, и по-специално на това, че той се интересува от крикет, а новините за този спорт се отпечатват в непосредствена близост до финансовите новини. Все пак Холмс насърчава Уотсън да продължава да се учи. 

## Екранизации
През 1985 г. разказът е адаптиран като сцена в епизода по разказа „Вечният болен“ с участието на Джеръми Брет в ролята на Холмс и Дейвид Бърк в ролята на Уотсън. В нея Уотсън се опитва да приложи дедуктивния метод на Холмс, за да открие неговото състояние и макар опитът му да е неуспешен, Холмс признава, че „има елемент на истина в това, което казва“.